# 副王 (东南亚)
副王（IPA：[ṵpəjàzà]，羅馬化：Ouparach，皇家轉寫：Upparat，羅馬化：Oupahat）是佛教国家缅甸、柬埔寨、老挝、泰国以及其附属国的王室头衔。

## 缅甸
缅甸的副王完整头衔为Maha Uparaja Anaudrapa Ainshe Min，曾被欧洲人不正确地解释为王太子并被称作殿下；其实是Min-nyi Min-tha爵位，也就是王室血统王子中，单独设置的最高等级爵位。简称为Einshay Min（အိမ်ရှေ့မင်း - IPA：[èiɴʃḛ mɪ́ɴ]）。
然而，此职位并非生而俱来的（如果要说有一个，那就是Shwe Kodaw-gyi Awratha，意为君主长子，为大王后所生），也并非对继承王位的承诺，而王位继承权通常仅在一个最终权力争夺后取得。

## 柬埔寨
Ouparach这个词来源于梵语和巴利语，字面意思是副国王，拥有仅次于现任国王的权力的职位。在正式任期里为了提供适当荣誉，被称为Samdach Preah Ouparach或Samdach Preah Moha Ouparach。根据柬埔寨王国的传统，Samdach Preah Moha Ouparach是最高的职位，控制其他高低级官员。

## 暹罗（泰国）
Uparat（泰語： 皇家轉寫：Upparat）为历史上暹罗该职务的发音，可翻译为总督（อุปราช）。前宮之主是更常见的指定名称，亦可译作第二国王或副国王。
1874年引发前宫危机后，此职务于1876年被拉玛五世废除，由暹罗王太子取代。

## 他國類似職務
- 副將軍（日本征夷大將軍副職）